# Jonny (football)
Jonathan Castro Otto dit Jonny, né le 3 mars 1994 à Vigo en Espagne, est un footballeur espagnol qui évolue au poste d'arrière gauche au Deportivo Alavés.

## Biographie

### Celta Vigo
Né à Vigo en Espagne, Jonny effectue sa formation au sein du Celta Vigo. Il inscrit son premier but en professionnel le 7 janvier 2016 face au Cádiz CF, en coupe d'Espagne. Son équipe s'impose par trois buts à zéro ce jour-là. Il joue un total de 217 matchs avec son club formateur.

### Wolverhampton Wanderers
Le 25 juillet 2018 Jonny rejoint l'Atlético de Madrid, avec qui il signe un contrat de six ans, mais il est directement prêté pour une saison aux Wolverhampton Wanderers, qui vient d'être promu en Premier League. 
Il joue son premier match sous ses nouvelles couleurs dès la première journée de la saison 2018-2019 face à Everton où il est titularisé (2-2 score final). Le 29 septembre de la même année il inscrit son premier but pour les Wolves lors de la victoire en championnat face à Southampton (2-0). Blessé au genou avec sa sélection en novembre, son absence est estimée à plusieurs semaines mais le joueur récupère finalement plus vite que prévu et fait son retour à la compétition dès décembre 2018. Jonny s'étant imposé comme un titulaire au poste d'arrière gauche dans le système en 5-2-3 de Nuno Espírito Santo, il est transféré définitivement par le club en janvier 2019, Wolverhampton déboursant 15 millions de livres pour le recruter. Jonny participe au bon parcours de son équipe en championnat, qui décroche une place européenne pour jouer la Ligue Europa en terminant 7e du classement.
A nouveau titulaire dans le 11 des Wolves en 2019-2020, Jonny retrouve la Ligue Europa qu'il avait déjà connu avec le Celta Vigo. Il participe au bon parcours des siens, qui se hissent jusqu'en quarts de finale. En championnat, il se distingue notamment en inscrivant un but le 27 octobre 2019 face à Newcastle United à St James' Park, permettant à son équipe d'égaliser et d'obtenir le point du match nul (1-1). Jonny se blesse toutefois sérieusement au genou en août 2020, ce qui le tient éloigné des terrains pendant de longs mois.
Jonny fait son retour à la compétition le 7 février 2021, lors d'une rencontre de championnat face à Leicester City. Il est titulaire avant d'être remplacé par Ki-Jana Hoever et les deux équipes se neutralisent (0-0). Le 10 février 2021, il prolonge son contrat avec Wolverhampton jusqu'en 2025,.

### PAOK Salonique
Le 29 janvier 2024, lors du mercato hivernal, Jonny rejoint la Grèce afin de s'engager en faveur du PAOK Salonique. Il signe un contrat courant jusqu'en juin 2025, avec une année supplémentaire en option.
Il joue son premier match pour le PAOK le 11 février 2024, lors d'une rencontre de championnat contre l'AEK Athènes FC où il entre en jeu à la place de Joan Sastre Vanrell. Les deux équipes se neutralisent ce jour-là (1-1 score final).

### En sélection
Jonny commence sa carrière internationale avec l'équipe d'Espagne des moins de 18 ans, jouant un seul match avec cette sélection en février 2012.
Jonny est sélectionné avec l'équipe d'Espagne des moins de 19 ans pour participer au championnat d'Europe des moins de 19 ans en 2012. Aligné en défense centrale ou au poste d'arrière droit, il est un élément incontournable de cette sélection, jouant l'intégralité des matchs de son équipe, qui s'impose en finale face à la Grèce (0-1).
Il est un membre régulier de l'équipe d'Espagne espoirs de 2014 à 2017. Ill prend part au championnat d'Europe espoirs en 2017 où il joue trois matchs. Les jeunes espagnoles se hissent jusqu'en finale, battus par l'Allemagne (1-0).
Le 11 octobre 2018 Jonny honore sa première sélection avec l'équipe nationale d'Espagne face au Pays de Galles. Il entre en jeu à la place de César Azpilicueta ce jour-là et son équipe s'impose sur le score de quatre buts à un.

## Palmarès

### En équipe nationale
- Équipe d'Espagne des moins de 18 ans
  - Vainqueur de la Coupe de l'Atlantique en 2012

- Équipe d'Espagne des moins de 19 ans
  - Vainqueur du Championnat d'Europe des moins de 19 ans en 2012

- Équipe d'Espagne espoirs
  - Finaliste du Championnat d'Europe espoirs en 2017